# Verona Island
Verona Island – miasto w Stanach Zjednoczonych, w stanie Maine, w hrabstwie Hancock.